# Perrunichthys perruno
Perrunichthys perruno es una especie de pez de la familia Pimelodidae en el orden de los Siluriformes.

## Morfología
Los machos pueden llegar alcanzar los 60 cm de longitud total.

## Alimentación
Come peces hueso.

## Hábitat
Es un pez de agua dulce y de clima tropical.

## Distribución geográfica
Se encuentran en Sudamérica:  cuenca del lago Maracaibo.